# شحات بن علي
الشريف شحات بن علي بن الحسين بن فهد ال مهنا الحسيني الهاشمي  قائم مقام المدينة المنورة في ولاية الشريف حسين بن علي الهاشمي عليها.

## تسليم المدينة
كان الحصار على المدينة مضروب من قبل القوات السعودية، وكانت أغلب نواحيها تابعة لسلطان نجد آنذاك عبد العزيز آل سعود فانتدب شحات بن علي بعضاً من أعيان المدينة، فسلموا مفاتيحها لمحمد بن عبد العزيز آل سعود، وتفرغ الشريف شحات بن علي بعد ذلك لأعماله.

## أبنائه
- الشريف زيد بن شحاد
- الشريف سيف بن شحاد
- الشريف علي  بن شحاد

## وفاته
توفي في المدينة المنورة 1348 هـ.